# Odéon (Paris metro)
Odéon är en tunnelbanestation i Paris metro för linje 4 och linje 10 i 6:e arrondissementet. Stationen öppnades 1910 på linje 4 samt 1926 på linje 10 och är belägen under Place Henri-Mondor i Quartier Latin. Stationen har fått sitt namn av Quartier de l'Odéon, uppkallat efter Théâtre de l'Odéon.

## Omgivningar
- Saint-Sulpice
- Saint-Germain-des-Prés
- Jardin médiéval du musée de Cluny
- Square Paul-Painlevé
- Faculté de médecine de Paris

## Bilder
| - Tunnelbanestationen Odéon, linje 4. - Tunnelbanestationen Odéon, linje 10. - Saint-Sulpice. - Saint-Germain-des-Prés. - Jardin médiéval du musée de Cluny. |